# 大旗嶺

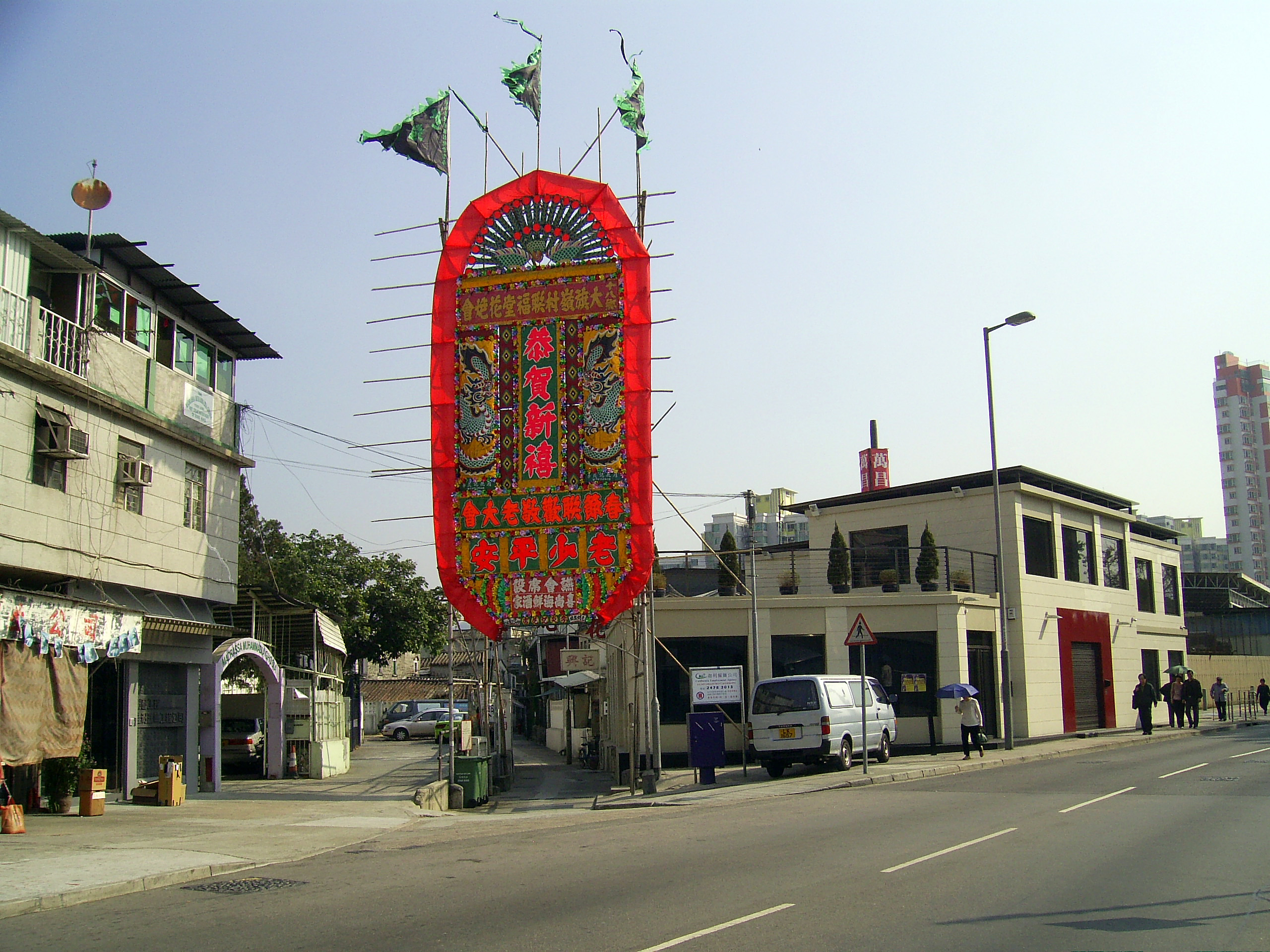
大旗嶺村大棠路村口

22°26′24″N 114°01′51″E / 22.43987°N 114.03072°E
大旗嶺（英語：Tai Kei Leng）是香港一條位於元朗區十八鄉的鄉村，為一條非原居民鄉村。大旗嶺幅員遼闊，北起合益路、南接大樹下。2019年，該村居民數量約為300多戶，有超過751個門牌號碼。在區議會選區劃分上，大旗嶺於2019年選舉中為十八鄉中選區的一部份。

## 歷史
大旗嶺一帶原是元朗的一片農田，位於山貝河支流以東，原稱為水打壩。20世紀初，祖籍廣東不同地方的客家歸僑陸續在大旗嶺聚居、購地建屋，包括陳氏、梁氏、馮氏、鍾氏、林氏、李氏、黃氏等，他們大多是來自四邑和深圳，以客家人為多數、四邑人為少數。村落於1920至1930年代正名為大旗嶺，自此大旗嶺一直向南發展。村的主軸大街名為「大旗嶺公路」，由大棠路村口一直向南延伸至大樹下，可分為五區。1956年，大旗嶺村正式加入十八鄉鄉事委員會。

## 地標建築

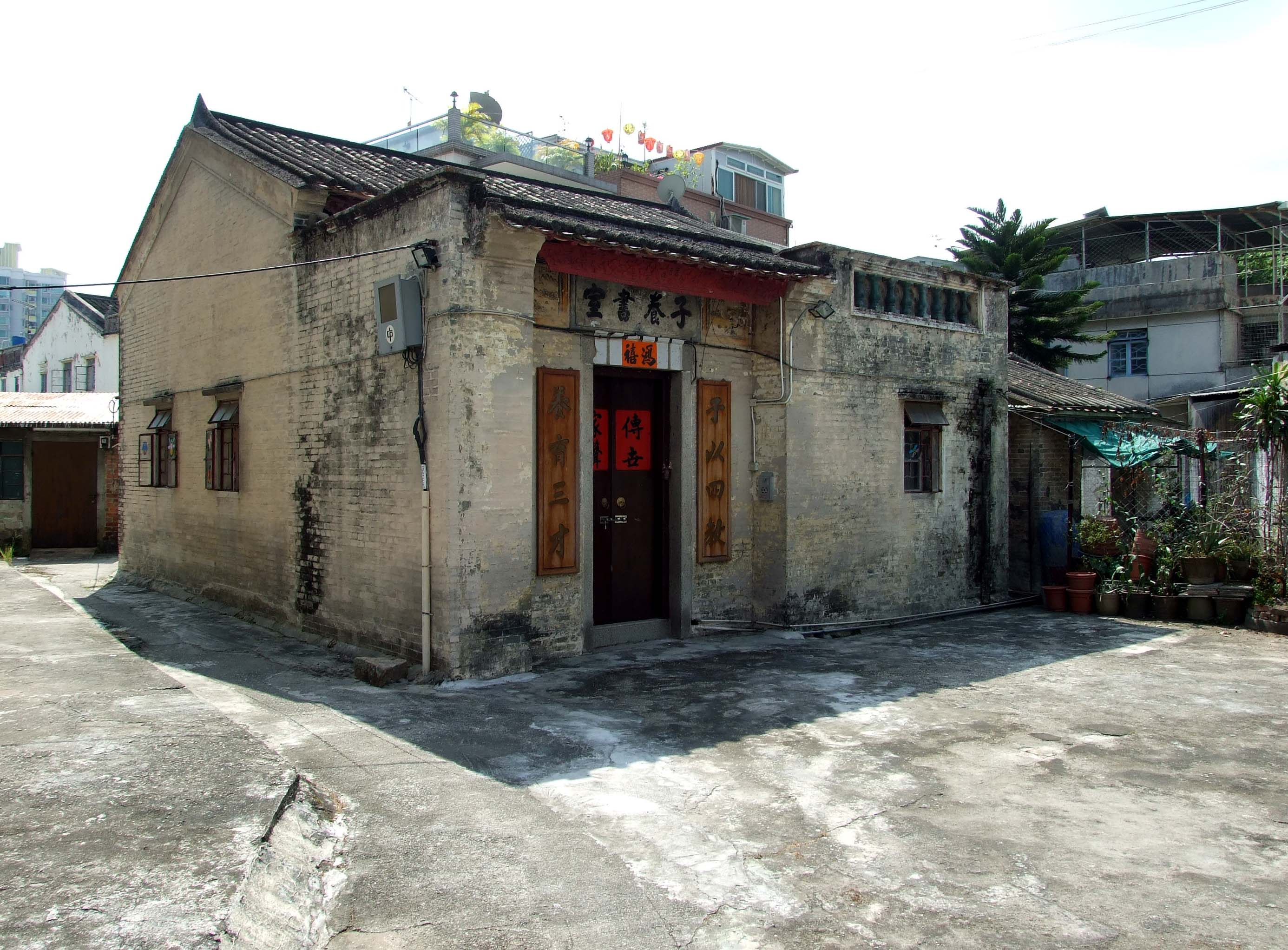
大旗嶺 21-23 號子養書室

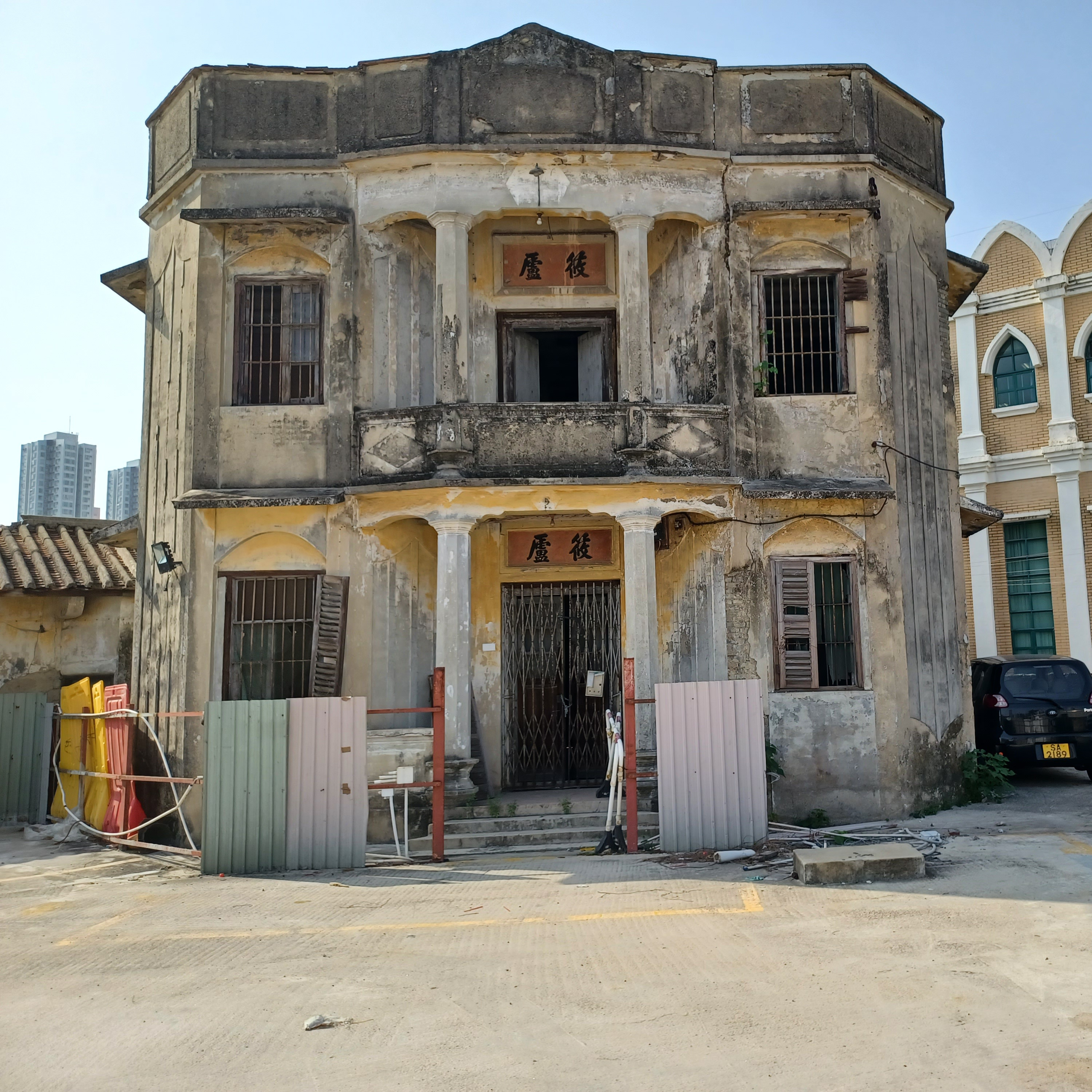
大旗嶺643號筱廬

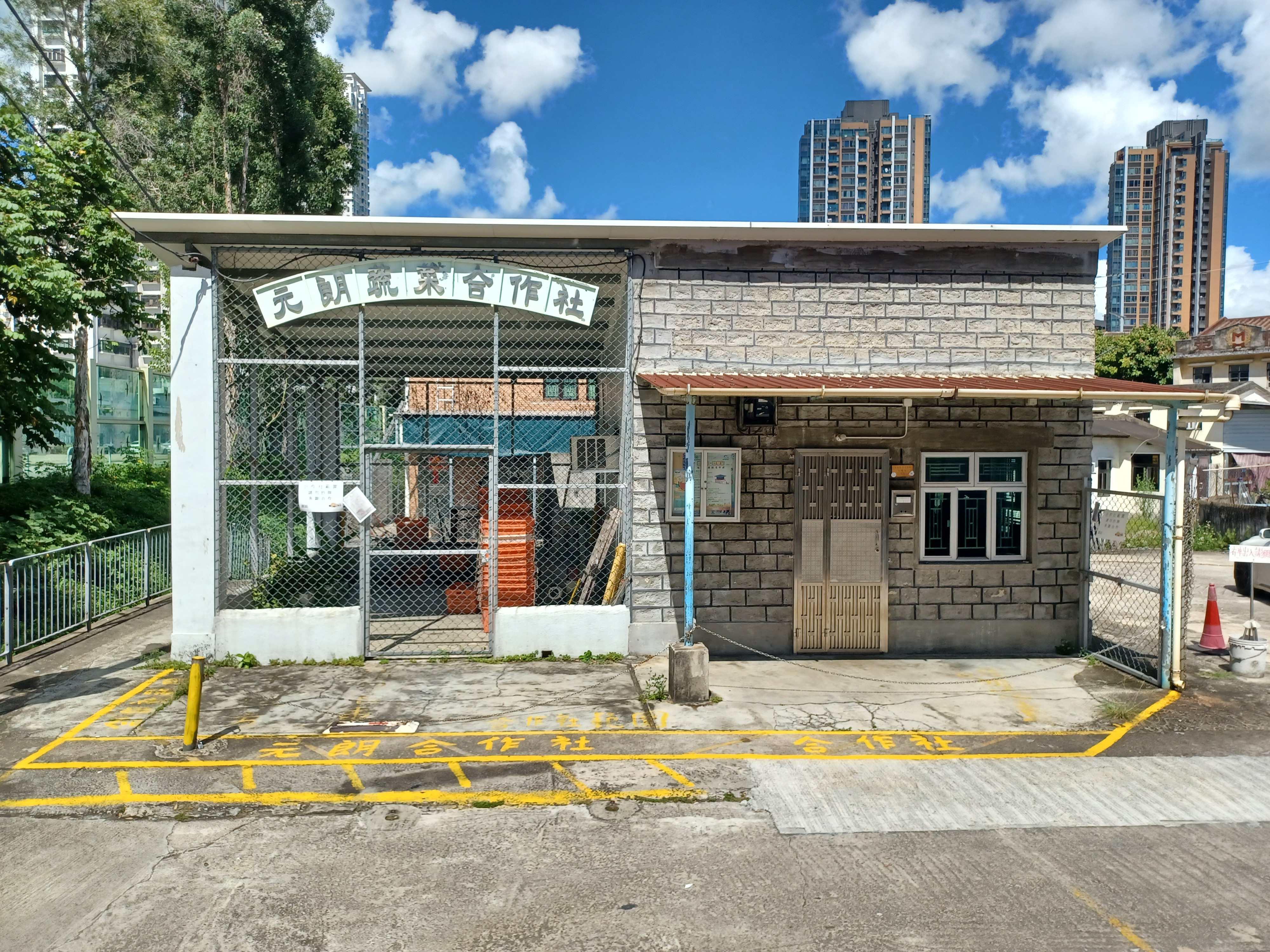
大旗嶺8號元朗蔬菜合作社

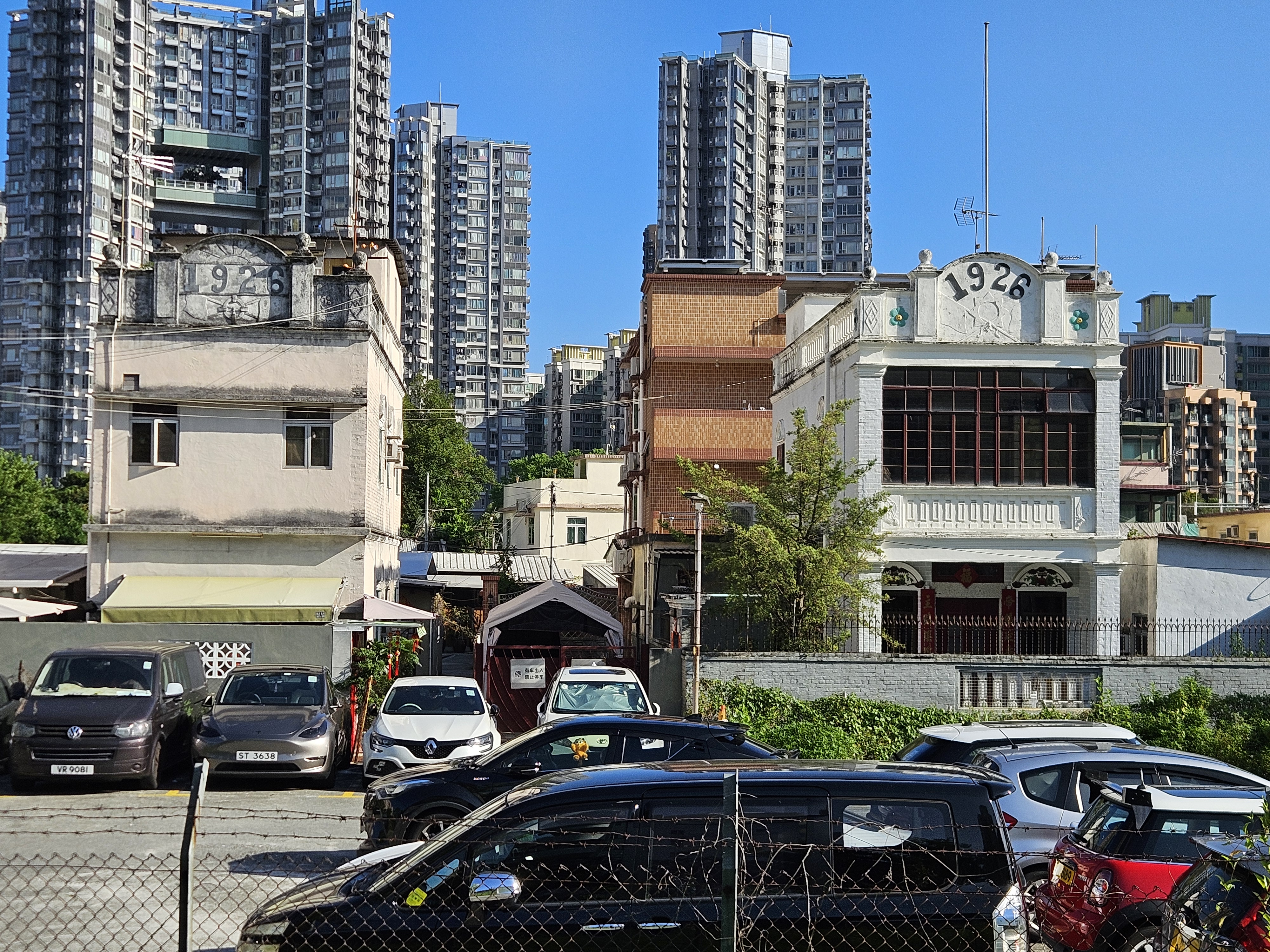
大旗嶺45（右）及46號（左）

- 子養書室（大旗嶺 21-23 號）：1920年代初建成，於日佔時期前曾用作該村及馬田村的子弟的舊式學府，後來停辦並於1970至80年代改為幼稚園。該書室亦為祖籍台山的梁氏族人的祠堂，於2010年1月獲確定為三級歷史建築。[4][5]
- 梁氏祖屋（大旗嶺 26-27 號）：1920年代初建成，由梁子養三位兒子所建。
- 馮氏祖屋（大旗嶺45及46號）：由祖籍台山的加拿大歸僑馮延瑤在大旗嶺仁慶里所建的兩幢相鄰大宅，建於1926年，45號是屬於馮如山祖，46號則屬於馮延瓚祖。大宅具有中西合壁的建築風格，外牆用青磚砌成，又有西式騎樓和其他復古設計元素。2019年，大宅主人被發現在45號祖屋內燒炭自殺身亡。[6][7][8][9][10][11]
- 鍾氏祖屋（大旗嶺112號）：兩層高的青磚屋，主人鍾錫墀在1970年代曾擔任大旗嶺村村長。
- 筱廬（大旗嶺643號）
- 同慶樓：由祖籍梅縣的林慶三所建，是一幢客家大宅，1954年發生母子四人服毒自殺慘劇。1990年代清拆後建成朗晴居，林氏後人移居美加。
- 光明學校舊校務處：建於1946年
- 嶺文學校：1955年創辦，2005年停辦，2022年被拆卸。[12]
- 慶三學校：1966年創辦，是嶺文學校的分校，位於大旗嶺南部，學校地皮由地主林慶三夫人關菊華女士捐出，現已大部份倒塌。[13]
- 大旗嶺村村公所（聯福堂）：聯福堂花炮會於1963年成立，多年來參加天后寶誕會景巡遊
- 元朗蔬菜合作社：1957年成立[14]
- 大旗嶺村菜農花炮會：1959年成立，多年來代表大旗嶺菜農並派出村中小童以客家農民造型參加天后寶誕會景巡遊。[14]
- 元朗恆香製餅廠
- 大生飼料廠
- 綠色「時光隧道」

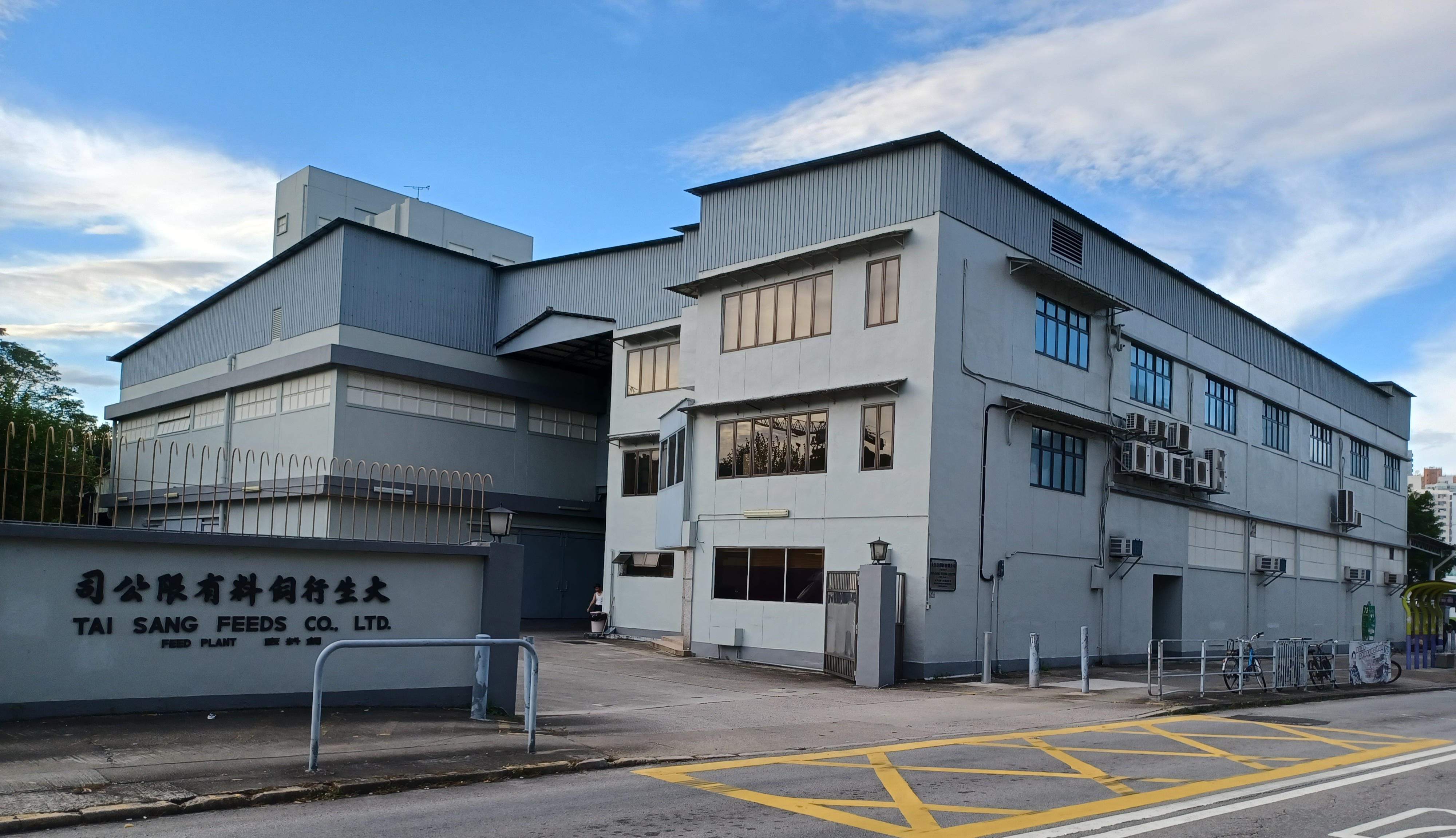
大旗嶺747號大生行飼料有限公司
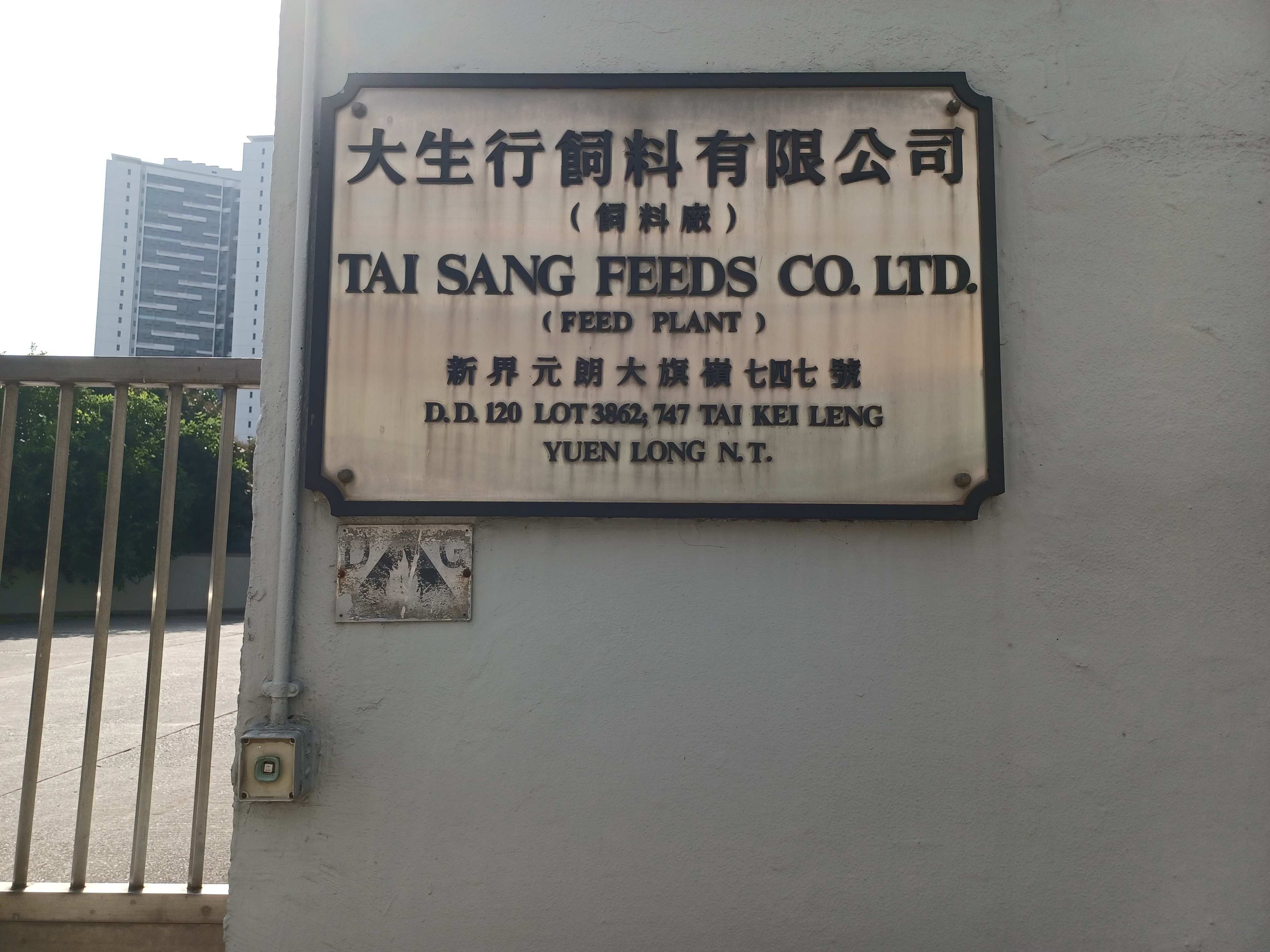
大生行飼料有限公司的門牌
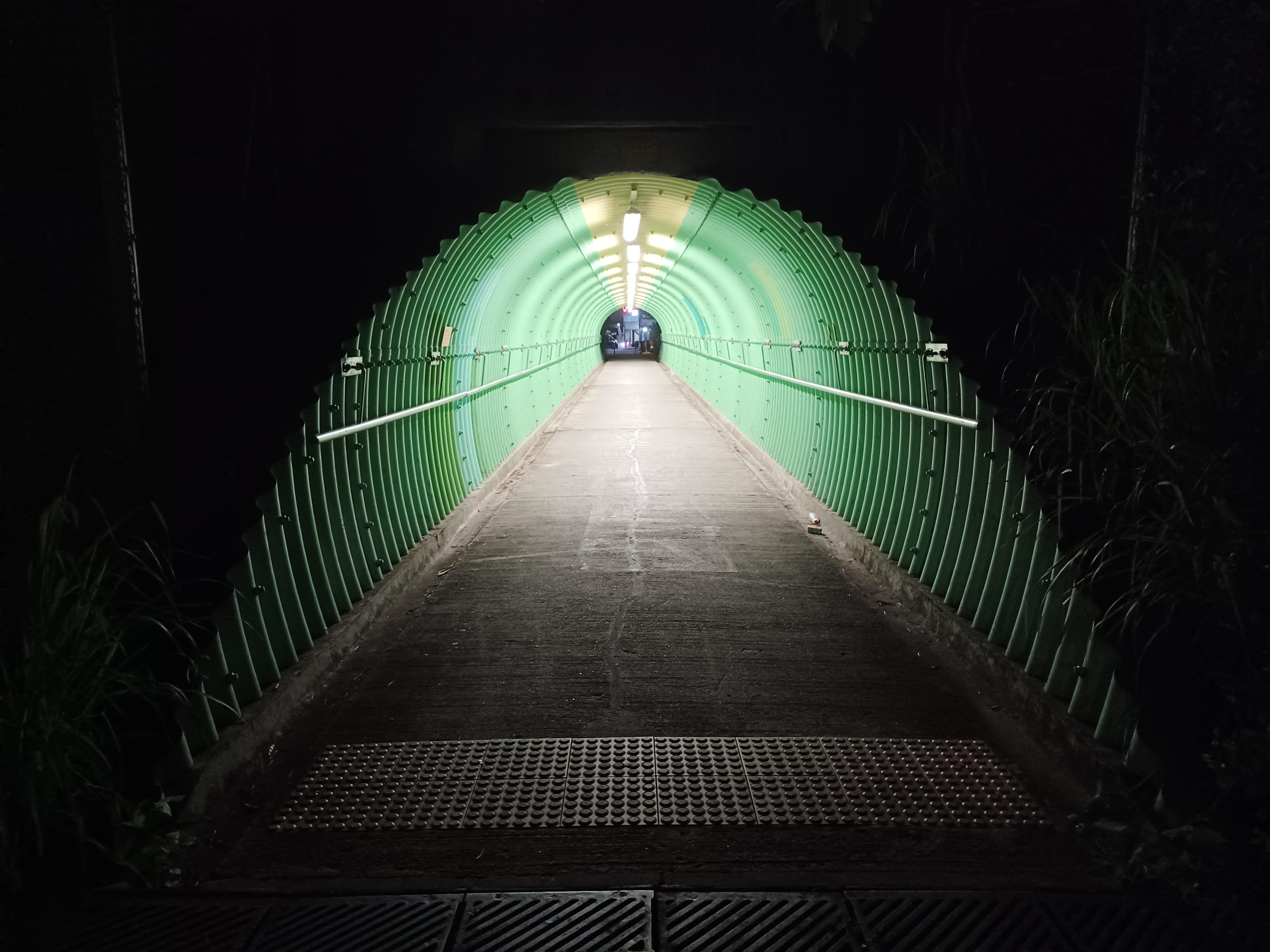
綠色隧道夜貌
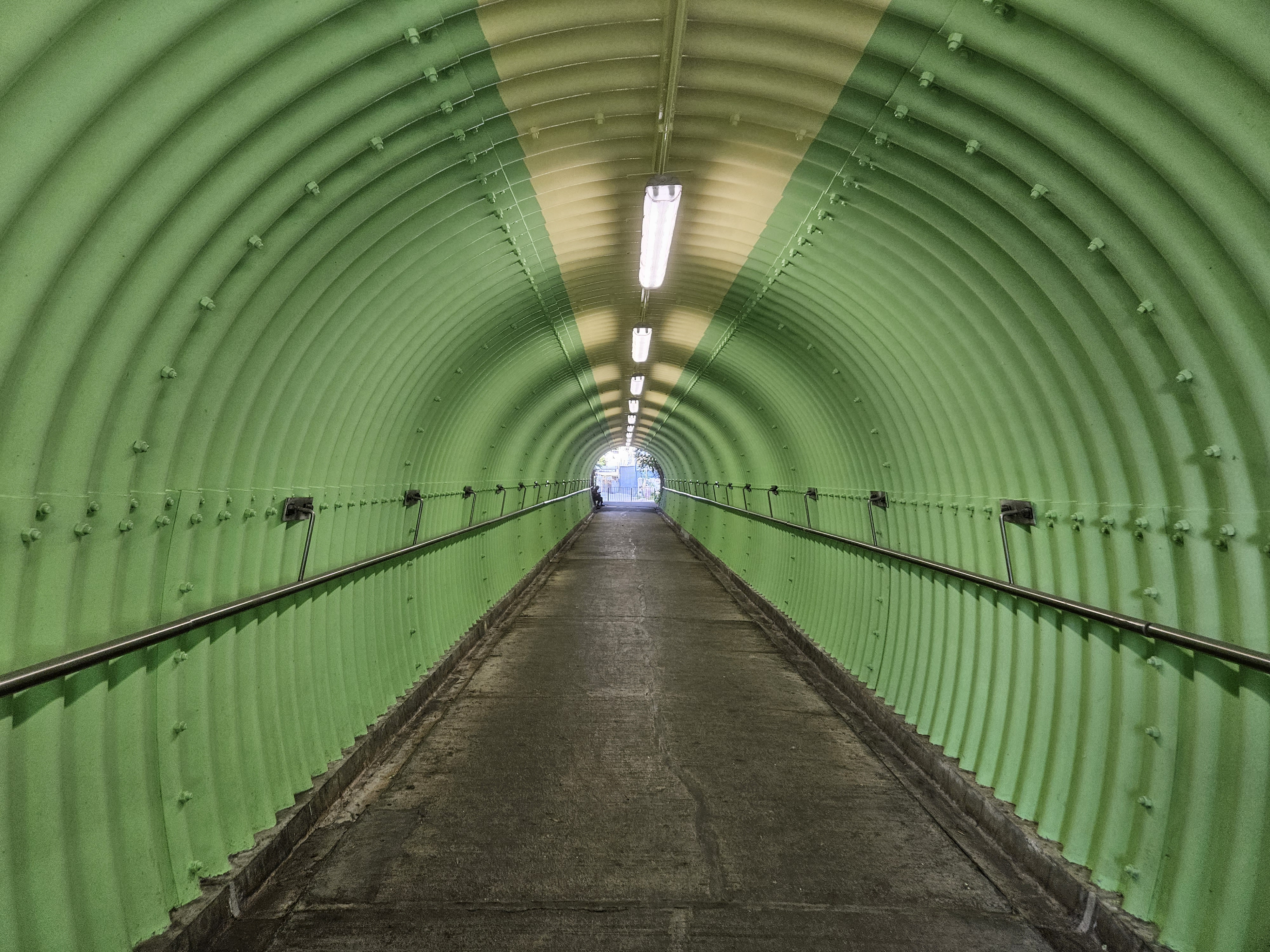
綠色隧道內貌

## 近年發展與規劃問題
自1990年代起，元朗南不少地皮被發展商收購作土地儲備。由於大旗嶺村並非原居民鄉村，發展阻力較少，成為政府和發展商發展鄉郊地區的優先選擇，導致該村規模亦因多個物業發展而不斷縮小。
由於大旗嶺村業權分散，大發展商在收地時未能統一業權，但城規會照樣批出多層式住宅發展的土地改劃申請，並無就大旗嶺作重新規劃，令未被收購的部份變得四分五裂，鄉郊民居被高密度住宅包圍。
自1990年代末開始，發展商在大旗嶺興建蝶翠峰、尚悅等多個大型住宅項目，大旗嶺居民多年來深受近距離打樁的噪音和震盪所影響，不少村屋結構受損，建築工程期間的沙塵、屋苑落成後排出廢氣亦影響村民健康。
現時，大旗嶺村的居民有的需要穿過新屋苑的私家道路回家，有的要走迂回曲折、互不相通、晚上燈光紛暗的小巷進出。據居民指出，受近私人發展項目相繼落成影響，該村在雨季易受內澇影響，令房屋受淹浸，尤其以2018年颱風山竹為甚。
2019年，村內的嶺文學校在毫無事前諮詢下被政府拍賣出售，並將這塊無車路到達的蚊型地皮興建成另一幢「插針式」多層住宅，惹來該村居民批評政府漠視他們意見，又指將學校地皮放售對當年捐款興建該校的一眾善眾人翁而言「並不公道」。

## 流行文化

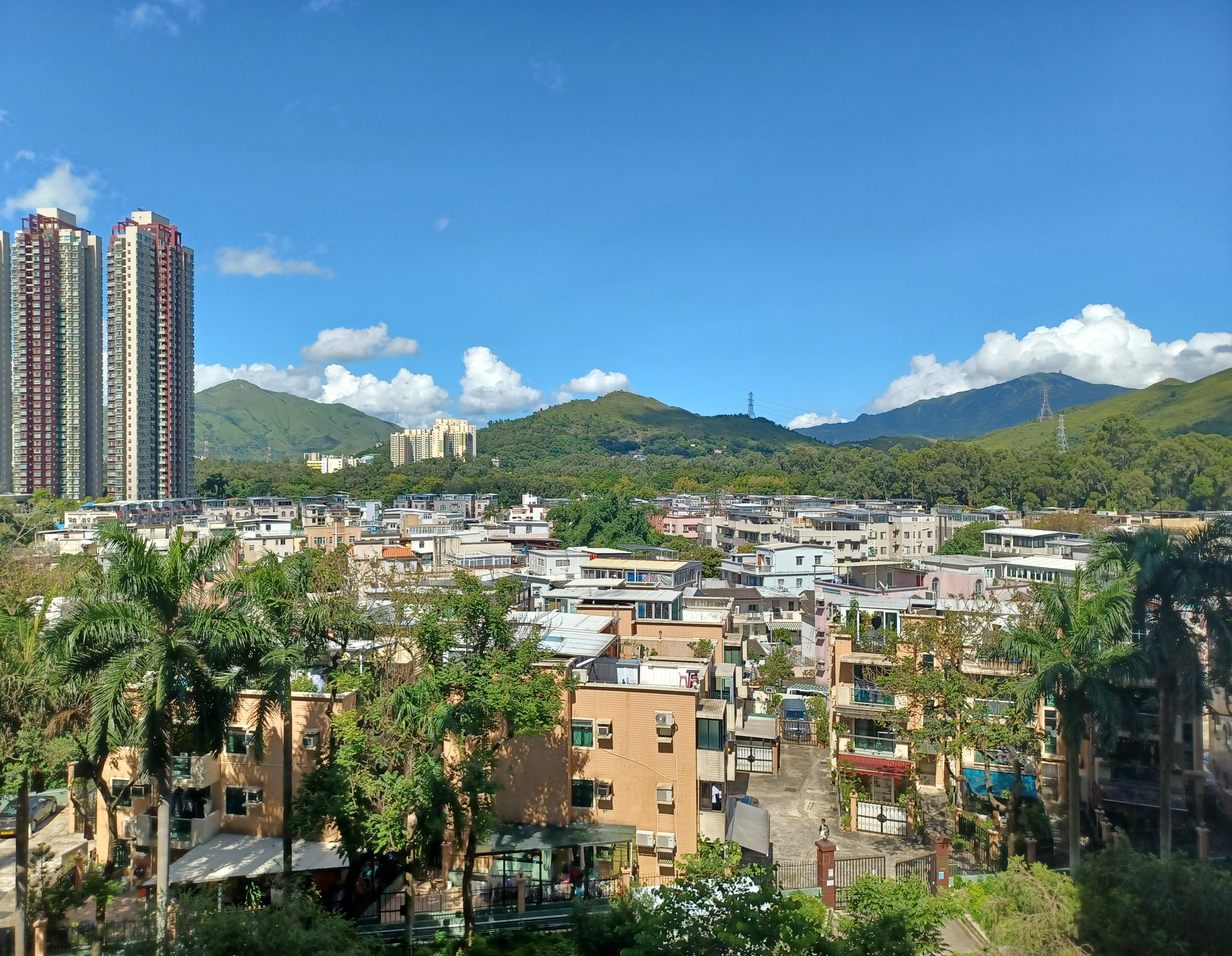
上攸田村

- 電影《古惑仔3之隻手遮天》曾於大旗嶺附近的上攸田村取景，拍攝結局「東星駱駝」的葬禮。

## 外部連結
- 居民代表選舉大旗嶺（一）（十八鄉）的劃定現有鄉村範圍（2019至2022年） （页面存档备份，存于）
- 居民代表選舉大旗嶺（二）（十八鄉）的劃定現有鄉村範圍（2019至2022年） （页面存档备份，存于）
- 大旗嶺: 元朗客家鄉村今昔 - 客家大學堂 （页面存档备份，存于）